# Potosí
Pour les articles homonymes, voir Potosí (homonymie).
Potosí est une ville de Bolivie et la capitale du département de Potosí. Son nom vient du quechua Potojsi qui signifie « tonnerre ». Elle se trouve à une altitude de 4 070 m et comptait environ 164 480 habitants en 2007. C'est une des villes les plus hautes du monde, construite au pied du Cerro Rico (« Montagne riche »), une montagne de minerai d'argent qui domine la ville de ses 4 782 m.
La vieille ville fait partie de la liste du patrimoine mondial de l'UNESCO depuis 1987, et sur la liste du patrimoine mondial en péril depuis 2014, notamment en raison de la dégradation potentielle du site par les opérations minières et de la relative incapacité à mettre en œuvre la législation protectrice.

## Histoire
Potosí est fondée en 1545 pour exploiter la mine proche. Durant près de 60 ans, l'Europe bénéficie du métal précieux qu'exploite l'État espagnol : l'argent extrait de la montagne dans des quantités colossales est acheminé, de même que l'argent mexicain, en Espagne, via la Flotte des Indes. Il alimente les caisses de la couronne espagnole et sert à entretenir sa flotte, ses armées, et certains ouvrages de prestiges, Escurial, et palais royal d'Aranjuez compris. L'argent est la base de tous les échanges internationaux, et l'Empire espagnol est la porte d'entrée de cet argent, tant vers l'Europe que vers l'Asie. Il ne sert plus à développer l'économie locale espagnole, y provoquant même une forte inflation, mais bien à payer les fournitures produites par les pays européens.
Louis XIV écrit à cette époque : « Il sçait bien que le commerce qui se fait en Espagne par toutes les nations ne se fait presque pas par échange de marchandises, mais pour de l'argent comptant qui vient en Espagne du Pérou par les flottes et les galions qui y sont envoyés de temps en temps. Ce commerce est d'autant plus considérable que c'est par son moyen que l'argent se répand dans tous les autres Estats de l'Europe, et que plus chacun Estat a de commerce avec les Espagnols, plus il a d'abondance d'argent. ». L'Espagne sort affaiblie de ce que l'on appelle pourtant aujourd'hui le « Siècle d'or espagnol », tandis que les conditions dans le reste de l'Europe sont propices au développement industriel.

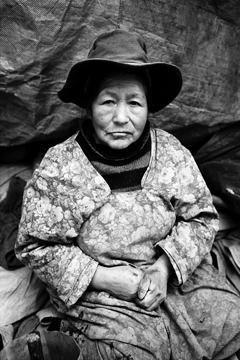
Manuel Rivera-Ortiz : veuve des mines, Potosí, 2004.

Encore aujourd'hui, l'expression vale un Potosí (« cela vaut un Potosí » — citation du Don Quichotte) s'emploie en espagnol à peu près avec le même sens que l'expression française « c'est le Pérou », dont l'origine historique est la même ; Potosí appartenant originellement à la région du Haut-Pérou.
À la fin du XVIe siècle, les Basques sont bien établis dans la ville, et constituent une partie substantielle de ses habitants, et un groupe principal occupé de l’extraction des minéraux. Ils se sont réunis dans une confédération qui s'oppose à celle des Vicuñas, formée par la plupart des Espagnols non Basques, créoles, métisses, et natifs. En 1621, des tensions donnent lieu à un conflit armé qui dure trois ans[réf. nécessaire]. La couronne espagnole soutient dans un premier temps les Basques, et les Vicuñas sont réprimés. La couronne pousse finalement les factions à un compromis, qui se matérialise dans le mariage du fils et de la fille des dirigeants des deux confédérations, Francisco Oyanume et le general Castillo en 1624.

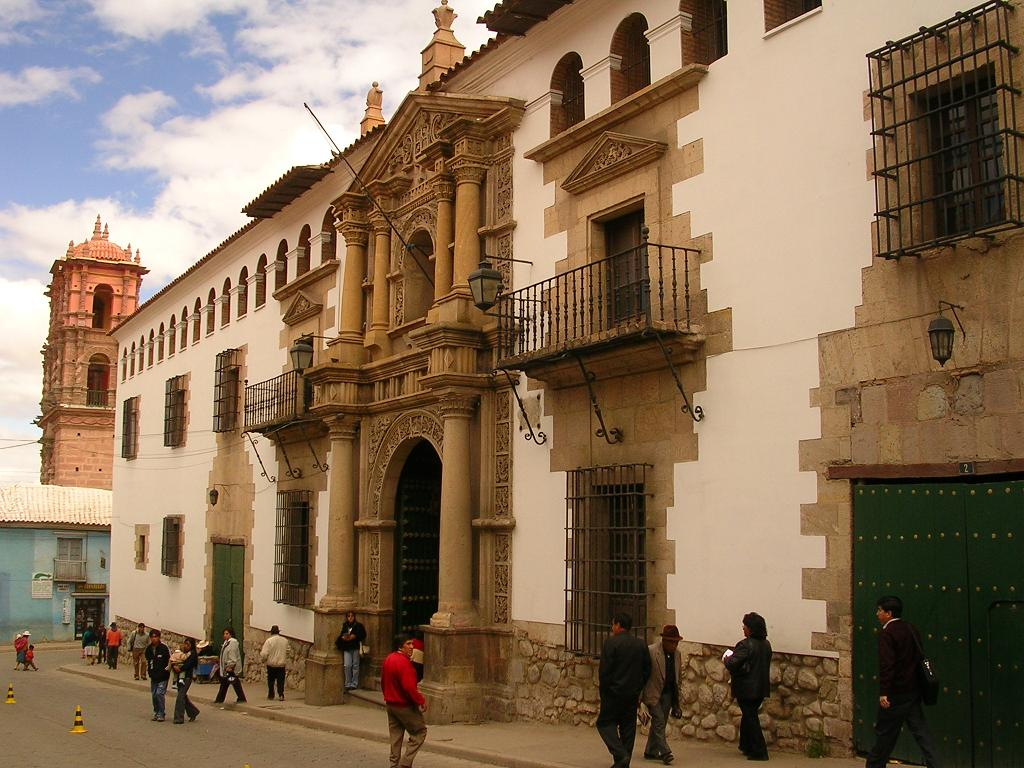
La Casa de la Moneda, où était frappé l'argent de Potosí.

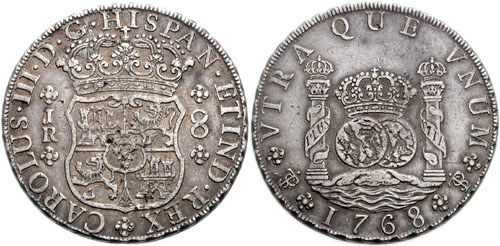
Avers et revers d'une pièce de huit en argent d'une valeur de 8 réaux, frappée à Potosí.

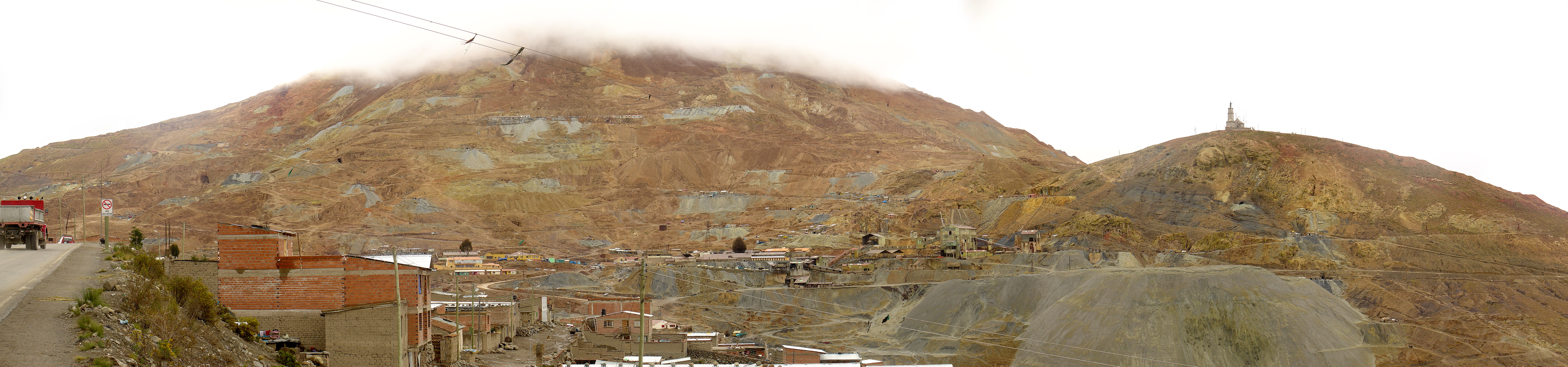
Le Cerro Rico, en exploitation depuis la fondation de Potosí.

Le minerai d'argent est extrait par le travail forcé des Indiens, institué par Francisco de Toledo par une transformation de l'institution inca de la mita. La ville devient rapidement la ville la plus peuplée d'Amérique derrière Mexico, avec au moins 200 000 habitants. Elle dépasse en tout cas Londres, Paris, Rome ou Seville. Grâce à Potosi, le Haut-Pérou, cette steppe d'une altitude moyenne de 3 000 mètres, devient la région la plus riche et la plus peuplée d'Amérique du Sud. En dépit de l'énormité des parcours et la faible densité de la population, Potosi est le centre de consommation, mais aussi le centre de distribution, de ravitaillement, de répartition pour tous les bassins miniers du Haut-Pérou.
Des milliers d'Indiens meurent des suites de problèmes respiratoires causés par la poussière dans les mines, ou bloqués dans celles-ci après des éboulements. On dit (avec beaucoup d'exagération) que la quantité d'argent extraite des mines de Potosí suffirait à construire un pont au-dessus de l'Atlantique pour relier Potosì à la péninsule Ibérique, mais les ossements de mineurs morts dans des accidents y suffiraient également. Après 1800, l'argent se fait rare et l'étain devient la première ressource. La ville entame son déclin économique. Milieu XXe siècle, une compagnie nord-américaine exploite de l'étain et du zinc, et fait vivre 25 000 personnes. Aujourd'hui, bien que déclarées épuisées, les mines sont toujours exploitées artisanalement par les habitants, dans des conditions de sécurité toujours désastreuses pour les mineurs.
Au cours de la guerre d'indépendance (1809-1825), Potosí est particulièrement convoitée. La ville passe à plusieurs reprises des mains des Royalistes à celles des Patriotes. Les excès de la Première armée auxiliaire argentine, sous le commandement de Castelli, conduisent à un fort désir d'indépendance et focalisent de forts ressentiments à l'égard de l'Argentine. Au cours de cette occupation, il y a de nombreuses exactions et une grande anarchie, à tel point que Potosí en devient indéfendable.
Lorsque arrive la Seconde armée auxiliaire, celle-ci est chaleureusement reçue et son commandant, Belgrano, fait beaucoup pour remédier aux blessures occasionnées par Castelli. Quand son armée doit se retirer, Belgrano prend la décision calculée de détruire la Casa de Moneda. Comme les habitants refusent de l'évacuer, l'explosion devrait se traduire par une hécatombe. Cependant le désastre est évité, non pas par l'Argentine qui était déjà en fuite, mais par les habitants qui ont éteint la mèche.
Les relations tissées par Belgrano sont balayées d'un seul coup. Deux autres expéditions parties d'Argentine s'empareront de Potosí.

## Climat
Le climat est sec une grande partie de l'année. La ville reçoit environ 350 mm d'eau par an, dont 85 % se produisent de décembre à mars, pendant l'été austral. Ce sont souvent des pluies orageuses, en fin de journée, mais il peut arriver que certaines journées soient entièrement pluvieuses. La pluie se produit par vent d'est ou de nord-est en général. Les vents d'ouest apportent un temps sec mais plus frais.
L'été, la température peut atteindre 22 °C, mais redescend à 12 °C dès le soir. L'hiver, les écarts thermiques sont plus grands, les maxima ne changent pas beaucoup, mais les minima peuvent passer en dessous de 0 °C.
| Mois                              | jan.  | fév. | mars | avril | mai | juin | jui. | août | sep. | oct. | nov. | déc. | année |
| --------------------------------- | ----- | ---- | ---- | ----- | --- | ---- | ---- | ---- | ---- | ---- | ---- | ---- | ----- |
| Température minimale moyenne (°C) | 3     | 3    | 2    | 0     | −2  | −3   | −4   | −3   | −1   | 1    | 2    | 3    | 0,1   |
| Température moyenne (°C)          | 9     | 9    | 9    | 8,5   | 6,5 | 5,5  | 5    | 6    | 6,5  | 9,5  | 10   | 10   | 7,9   |
| Température maximale moyenne (°C) | 15    | 15   | 16   | 17    | 15  | 14   | 14   | 15   | 16   | 18   | 18   | 17   | 15,8  |
| Précipitations (mm)               | 107,9 | 97,9 | 60   | 18,3  | 3,2 | 0,7  | 3,4  | 3,8  | 8,9  | 28,6 | 32,2 | 65,8 | 430,7 |

## Communication
Une route relie la ville à Sucre, capitale constitutionnelle du pays, en trois bonnes heures de trajet. Une autre route conduit vers La Paz ou Cochabamba, via Oruro — une bonne nuit de trajet. Une très belle route est en construction de Potosi à Villazon (frontière avec l'Argentine). Fin 2011, cette route est quasiment terminée. Un chemin de fer dont l'usage reste à confirmer rejoint le Chili ainsi que la capitale. L'aéroport est desservi par une seule liaison quotidienne avec l'aéroport de Cochabamba.

## Tourisme

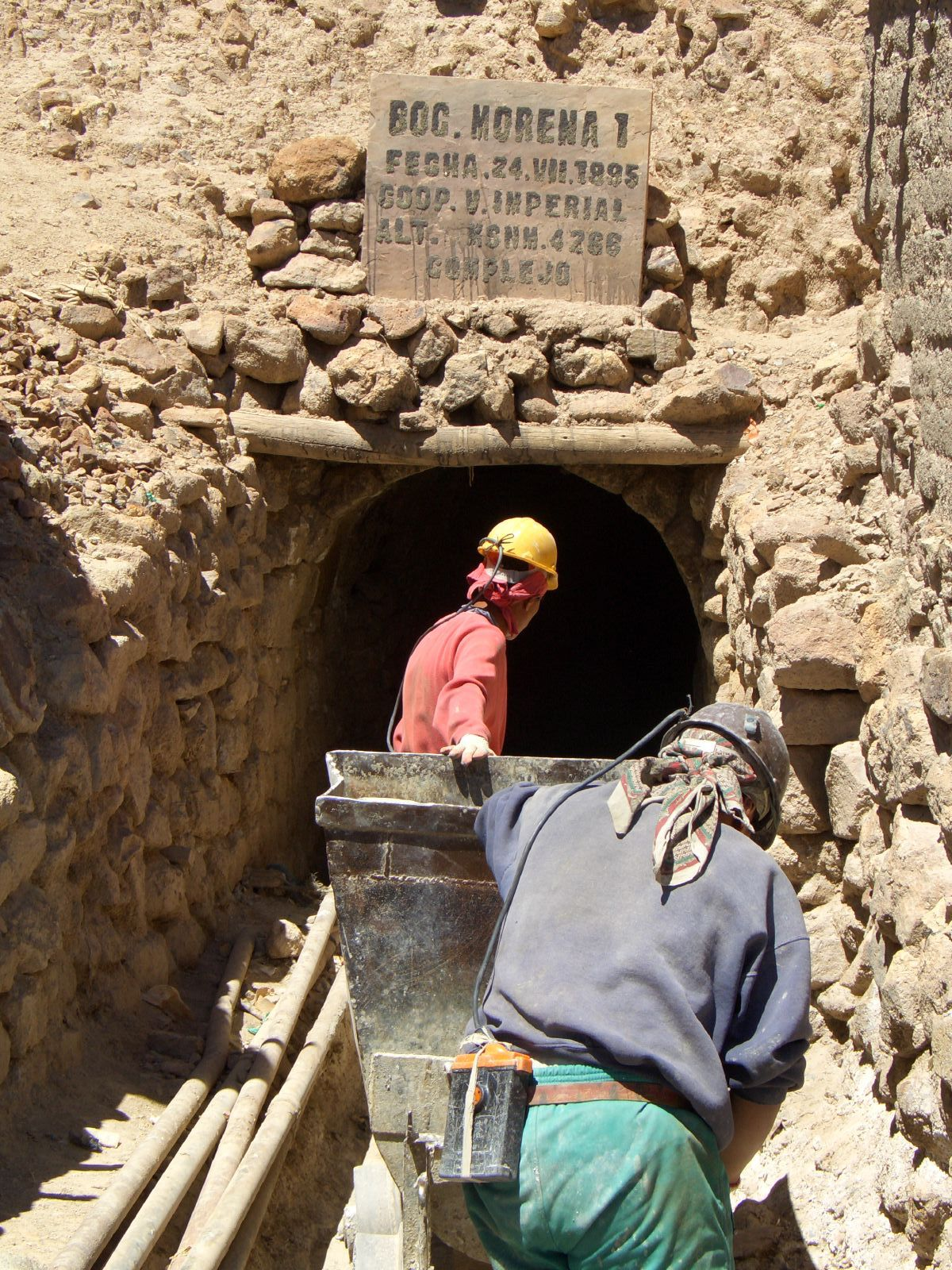
Entrée d'une mine sur le Cerro Rico.

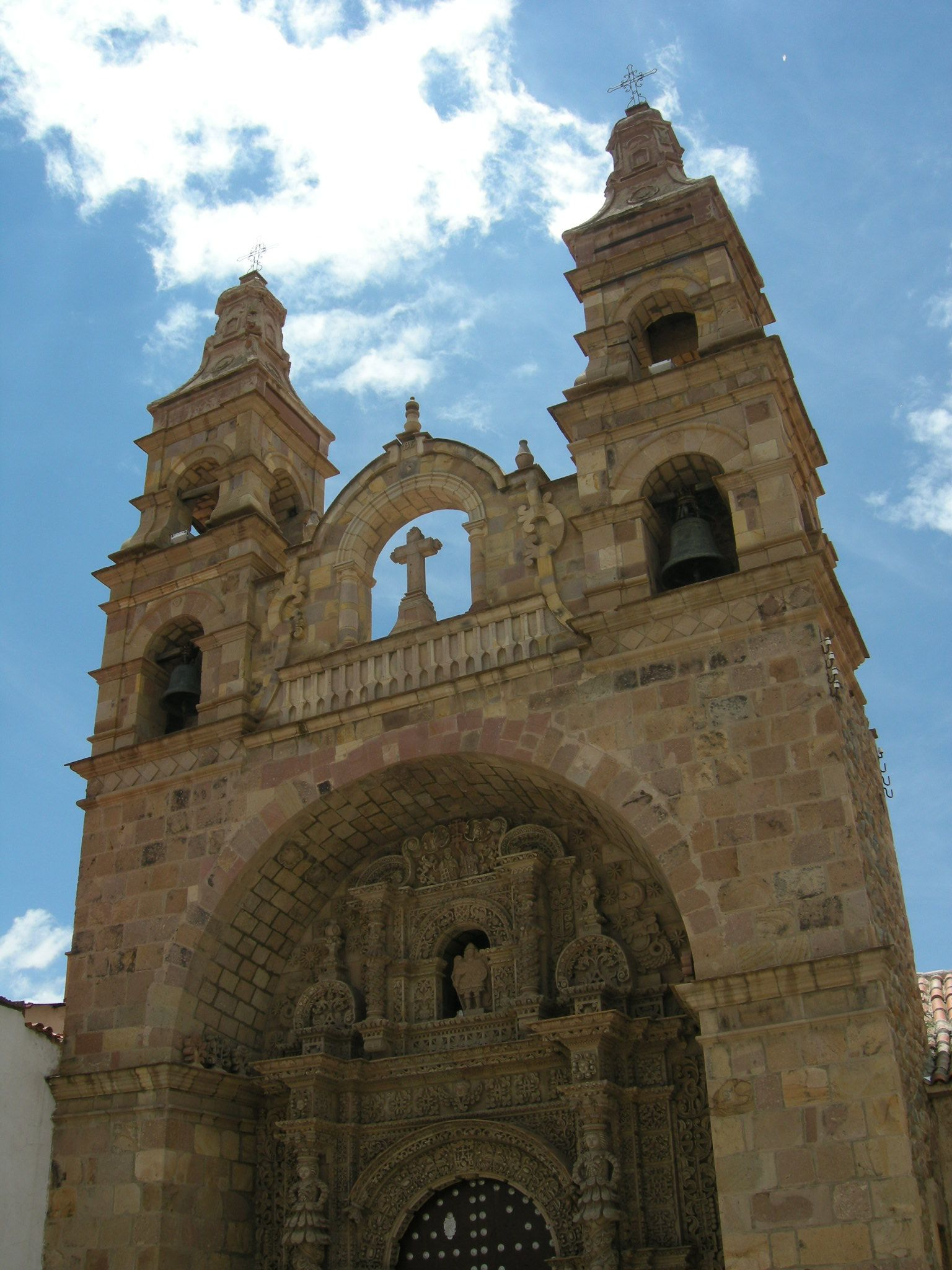
Église de San Lorenzo, sur la Plaza de Armas de Potosí.

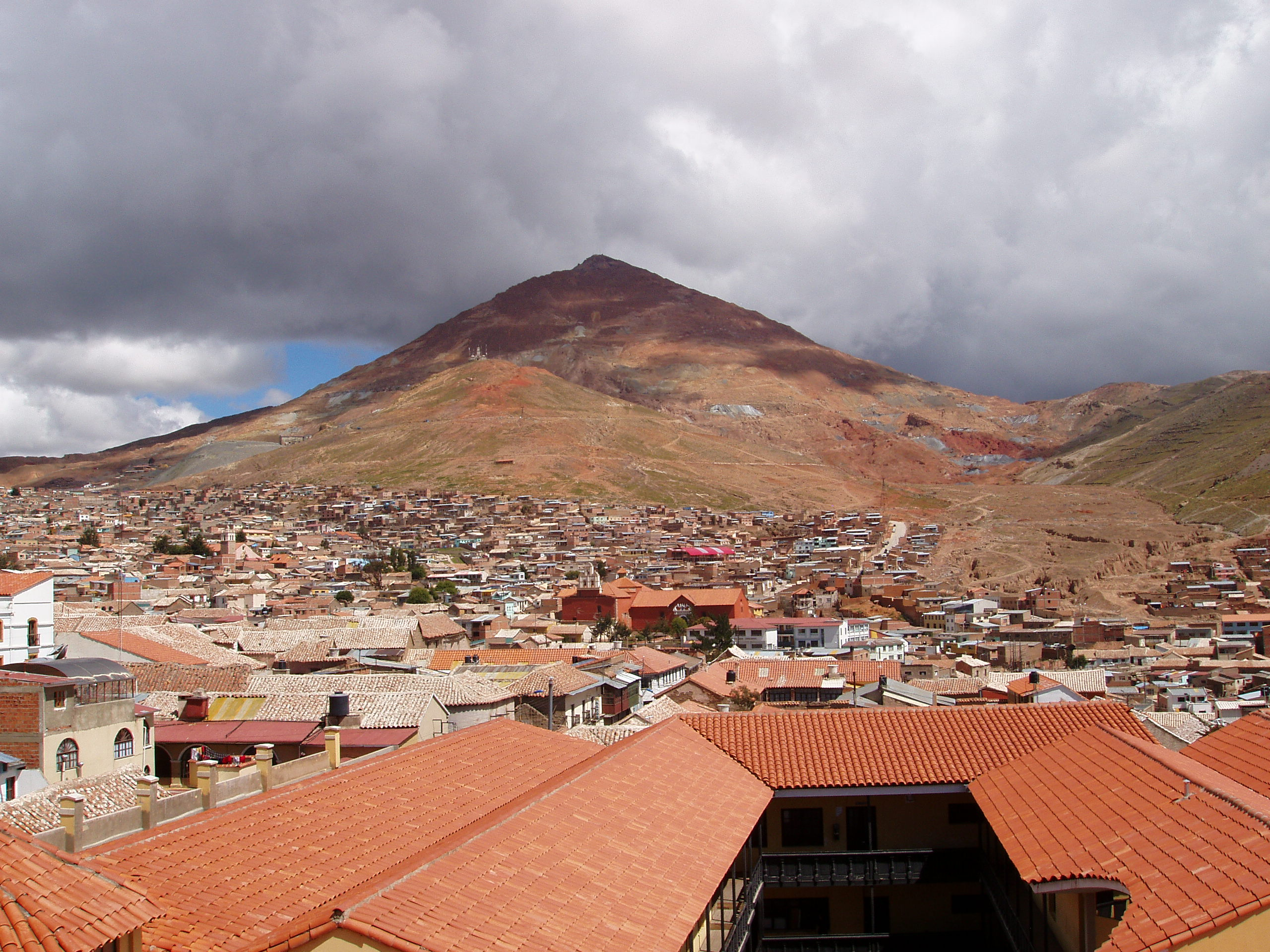
El Cerro Rico.

Potosi fut aux XVIe et XVIIe siècles la ville la plus peuplée d'Amérique (si l'on prend en compte la population des mines), et est restée la seconde plus belle ville du pays, après Sucre.
La Casa de la Moneda, témoin des atrocités commises par les Espagnols durant les XVIe et XVIIe siècles, est un édifice impressionnant au passé chargé. L'éprouvant travail du métal était assuré pour l'essentiel par des esclaves venus d'Afrique, tandis que les mines étaient exploitées par des autochtones, peut-être encore plus à plaindre tant leur espérance de vie était réduite.
Les rues piétonnes, les maisons coloniales aux couleurs vives, les balcons en bois, tout ici montre un riche passé. La cathédrale, située en plein centre-ville, est magnifique. La place principale invite au repos.

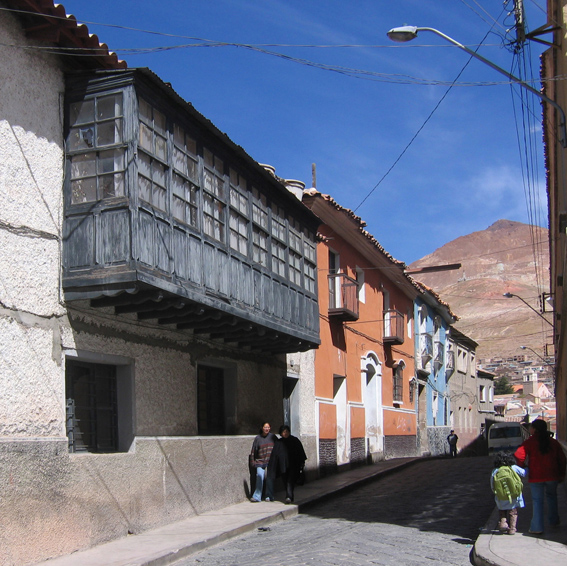
Potosí et le Cerro Rico.

On peut difficilement faire l'impasse sur la visite des mines du Cerro Rico, pourtant fortement à déconseiller aux personnes claustrophobes ou facilement épuisées par la raréfaction de l'oxygène. En raison de l'activité tellurique, la température à l'intérieur atteint allègrement 30 °C, et l'atmosphère y est difficilement respirable.
Les visites sont organisées par des agences en partenariat avec des coopératives de mineurs, chaque agence rétrocédant à la coopérative une part du prix payé par les touristes. La visite de la mine dure en moyenne 2 heures. Les touristes arpentent les galeries et rencontrent des mineurs ici et là. Outre la visite de la mine à proprement parler, il est courant qu'un passage au marché des mineurs et dans une usine de traitement des minerais soit compris dans la visite. Il est toutefois à noter que les visites sont controversées en raison des conditions de travail des mineurs.

## Sport
La ville compte deux clubs de football professionnel qui participent au championnat de Bolivie : le Real Potosí et la Nacional Potosí.

## Personnalités
- Eduardo Caba (1890-1953), compositeur nationaliste, pianiste et professeur de musique bolivien.

## Notes et références

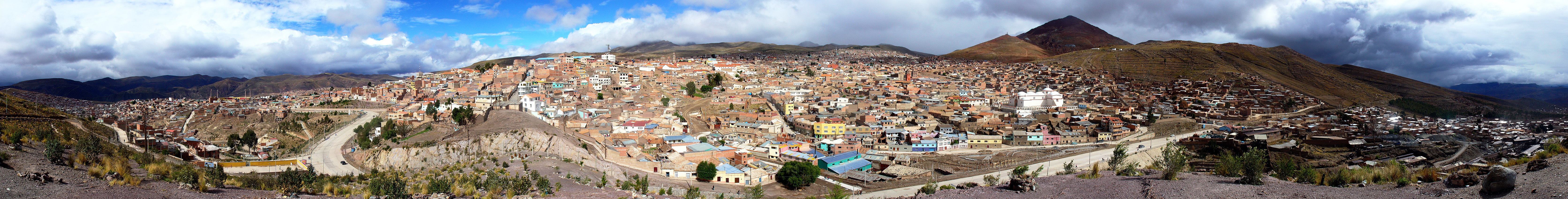
Panorama de la ville de Potosí, avec le Cerro Rico au centre droit.